# Shikisai (bài hát của yama)
"Shikisai" (色彩 lit. Sắc màu) là đĩa đơn thứ ba của yama. Được phát hành bởi MASTERSIX FOUNDATION vào ngày 9 tháng 11 năm 2022.

## Tổng quan
Đây là đĩa đơn đầu tiên của cô ấy sau một năm kể từ album trước đó. Shikisai là bài hát chủ đề kết thúc cho phần thứ hai mùa đầu tiên của anime truyền hình Spy × Family. Bài hát này không có thông báo trước đó và nó chỉ được công bố sau khi anime được phát sóng vào ngày 1 tháng 10.
Không ai là hoàn hảo, và quá trình vượt qua khủng hoảng, khó khăn và trưởng thành trong khi chịu ảnh hưởng của những người xung quanh thực sự là một câu chuyện. Loid, Anya và Yor đều có những câu chuyện riêng trong cuộc đời của họ. Tôi nghĩ thật khó để trở thành một "người lớn" mà không bị "thối rữa" bởi sự khắc nghiệt của cuộc sống. Tuy nhiên, nỗi buồn và sự lo lắng chắc chắn là một trong những màu sắc của cuộc sống, và tôi hát bài hát này với mong muốn mọi người sẽ tiến về phía trước theo hướng mà họ tin tưởng, giống như con người họ.

Thay vì trở nên tối tăm và lầy lội khi xen vào câu chuyện của người khác, tôi muốn màu sắc trở nên phong phú hơn vì chúng bị ảnh hưởng bởi màu sắc của mỗi người. Tôi hy vọng rằng anh ấy hoặc cô ấy trong câu chuyện này sẽ tỏa sáng.— yama

## Video âm nhạc
Phát hành vào ngày 3/10/2022. (Đạo diễn: Kazuki Gotanda) Tính đến tháng 1/2023, MV này đã được xem hơn 10 triệu lần.
Vào ngày 23 tháng 12 năm 2022, một video âm nhạc cho bộ anime đã được phát hành trên kênh Youtube chính thức của TOHO animation.
Vào ngày 19 tháng 11 năm 2022, video âm nhạc của ca khúc kết hợp "Aiwotoku" được phát hành. Minh họa: Tomowaka.

### Danh sách bài hát
1. "Color" (色彩 Shikisai?)
Sáng tác, viết lời, hòa âm phối khí: Whale.[3]

1. 愛を解く (Aiwotoku?)
Lời & Sáng tác: yama / Hòa âm: Nobuaki Tanaka